# Кудеверде
Кудеверде (њем. Kuddewörde) општина је у њемачкој савезној држави Шлезвиг-Холштајн. Једно је од 131 општинског средишта округа Херцогтум Лауенбург. Према процјени из 2010. у општини је живјело 1.344 становника. Посједује регионалну шифру (AGS) 1053076.

## Географски и демографски подаци
Кудеверде се налази у савезној држави Шлезвиг-Холштајн у округу Херцогтум Лауенбург. Општина се налази на надморској висини од 30 метара. Површина општине износи 7,3 km². У самом мјесту је, према процјени из 2010. године, живјело 1.344 становника. Просјечна густина становништва износи 183 становника/km².